# Originals (Prince-Album)
Originals (englisch für Originale) ist das zweite von Prince postum erschienene Studioalbum, das am 7. Juni 2019 bei dem Label NPG Records / Warner Bros. Records herausgebracht wurde. Das Album enthält seine Originalversionen von 15 selbstgeschriebenen Songs, die er jedoch nicht selbst veröffentlichte, sondern anderen Künstlern wie Apollonia 6, Jill Jones, Kenny Rogers, Martika, Sheila E., The Bangles, The Time und Vanity 6 zur Verfügung gestellt hatte.
Alle Songs arrangierte, komponierte und produzierte Prince, zum Teil unter Pseudonymen, in den Jahren 1981 bis 1991. Die Musik zählt zu den Genres Contemporary R&B, Dance-Pop, Elektronische Popmusik und Funk. Die Liedtexte handeln von Einsamkeit, Liebe, Spiritualität, Sex und Wollust.
Als Gastmusiker wirken Saxofonist Eric Leeds, Jesse Johnson, Jill Jones, Morris Day von The Time, Sheila E. und Susannah Melvoin mit. Musikkritiker bewerteten Originals zum Teil sehr positiv, aber aus kommerzieller Sicht konnte das Album keinen Gold- oder Platinstatus erzielen.

## Entstehung
Alle 15 Songs komponierte Prince in den Jahren 1981 bis 1991, veröffentlichte seine eigenen Versionen aber damals nicht. Zehn Songs gab er an sechs seiner damaligen Protegés – Apollonia 6, Jill Jones, Sheila E., The Family, The Time und Vanity 6 – weiter; für genannte Künstler produzierte er mindestens auch ein Studioalbum. Die anderen fünf Songs schrieb Prince für Kenny Rogers, Martika, Mazarati, Taja Sevelle und The Bangles.
Ende April 2019 gab The Prince Estate („Der Prince-Nachlass“) per Pressemitteilung bekannt, am 7. Juni – Prince’ 61. Geburtstag – ein Album mit Namen Originals veröffentlichen zu wollen. Die 15 Songs wählten Troy Carter und Jay-Z aus; Carter war damals Berater von The Prince Estate und Jay-Z übernahm 2015 den Musikstreaming-Onlinedienst Tidal.
Michael Howe, damaliger Kurator von The Prince Estate, sagte in einem Interview, die von Prince auf Tonbandgerät aufgenommenen Versionen seien „klanglich aufpoliert“ worden. Schwieriger sei es aber bei Songs gewesen, die er auf Kompaktkassette aufgenommen hatte, weil diese „so schlecht klangen, dass wir viel nachbessern mussten, natürlich exakt getreu der Vorlage“. Deswegen sind alle Songs auf Originals Faksimiles und die Abmischung der meisten Stücke übernahm der Musikproduzent und Toningenieur Niko Bolas. Außerdem betonte Howe, viele Tracks seien zuvor nicht auf Bootleg erhältlich gewesen, weswegen „auch für Prince-Sammler mit umfangreichen Sammlungen noch Überraschungen dabei“ seien.

### Aufnahmen 1981

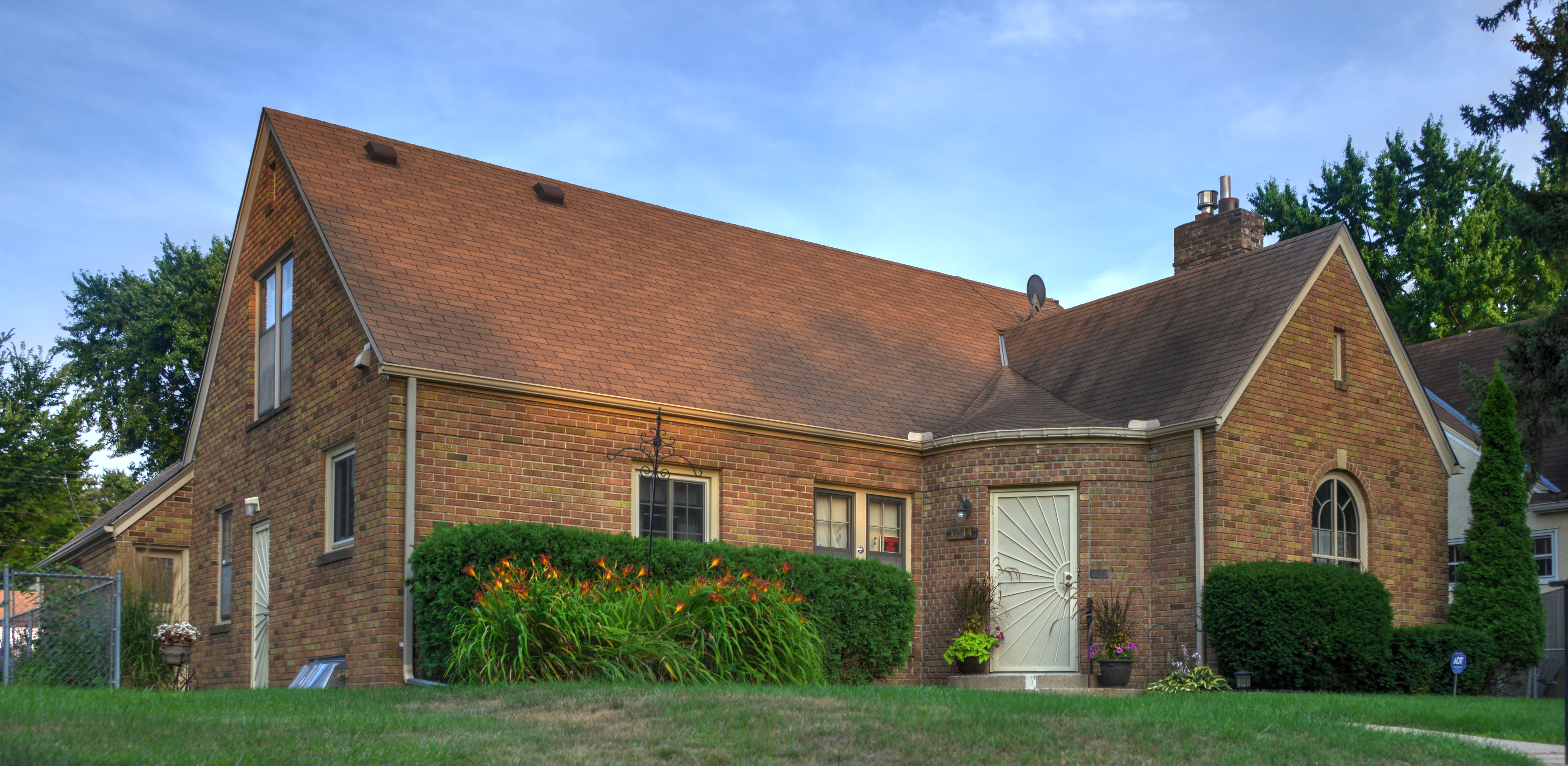
Das Haus (2017) der Familie Anderson, in dem Prince 1976 Wouldn’t You Love to Love Me? aufnahm

1. Wouldn’t You Love to Love Me?
Prince’ erste Aufnahme von dem Stück stammt aus dem Jahr 1976.[3] Damals wohnte er vorübergehend bei der Familie Anderson seines Schulfreundes André Cymone in Minneapolis in Minnesota und nahm den Song in deren Haus mit einem Kassettenrekorder auf. Im Sommer 1978 zog er nach Edina (Minnesota) in sein erstes eigenes Haus, wo er das Stück überarbeitete. Unter anderem spielte er auch eine Version mit der US-Sängerin Sue Ann Carwell (* 1962)[4] ein, wobei sie den Hauptgesang übernahm.[5] Doch diese Version ist bis heute (2025) unveröffentlicht. Carwell ist die Schwester von Rapper T. C. Ellis, der auf dem Album Graffiti Bridge (1990) mitwirkt. Die auf Originals veröffentlichte Version von Wouldn’t You Love to Love Me? nahm Prince im Juni 1981 im Tonstudio Hollywood Sound Recorders in Los Angeles in Kalifornien auf.[6] Im September 1986 wurde er von Quincy Jones gefragt, ob er auf dem Album Bad (1987) von Michael Jackson den gleichnamigen Titelsong mit Jackson im Duett singen und im dazugehörenden Musikvideo mitwirken wolle. Prince lehnte beides ab und bot stattdessen an, Wouldn’t You Love to Love Me? auf dem Bad-Album beizusteuern, was Jackson aber nicht wollte. Schließlich gab Prince das Stück an die Sängerin Taja Sevelle (* 7. Januar 1962 in Minneapolis) weiter, die es im September 1987 auf ihrem gleichnamigen Album herausbrachte.[7]
2. Make-Up
Den Song spielte Prince im Sommer 1981 in seinem damaligen privaten Tonstudio namens Kiowa Trail Home Studio in Chanhassen in Minnesota ein. Ursprünglich platzierte er das Stück auf dem Debütalbum seines Nebenprojekts The Hookers,[8] eine von ihm gegründete Girlgroup, die aus Jamie Shoop, Susan Moonsie und deren Schwester Loreen bestand. Shoop war Prince’ damalige persönliche Assistentin und Susan Moonsie (* 21. Januar 1964 in Minneapolis) war seine damalige Freundin. Im Januar 1982 löste Prince die Girlgroup aber auf und gründete die neue Band Vanity 6, bei der Shoop und Loreen Moonsie nicht mehr mitwirkten.[9] Make-Up platzierte Prince schließlich auf dem im August 1982 veröffentlichten Album von Vanity 6. Zudem dient der Song als B-Seite von den aus dem Album ausgekoppelten Singles He’s So Dull (Juli 1982) und Drive Me Wild (März 1983).

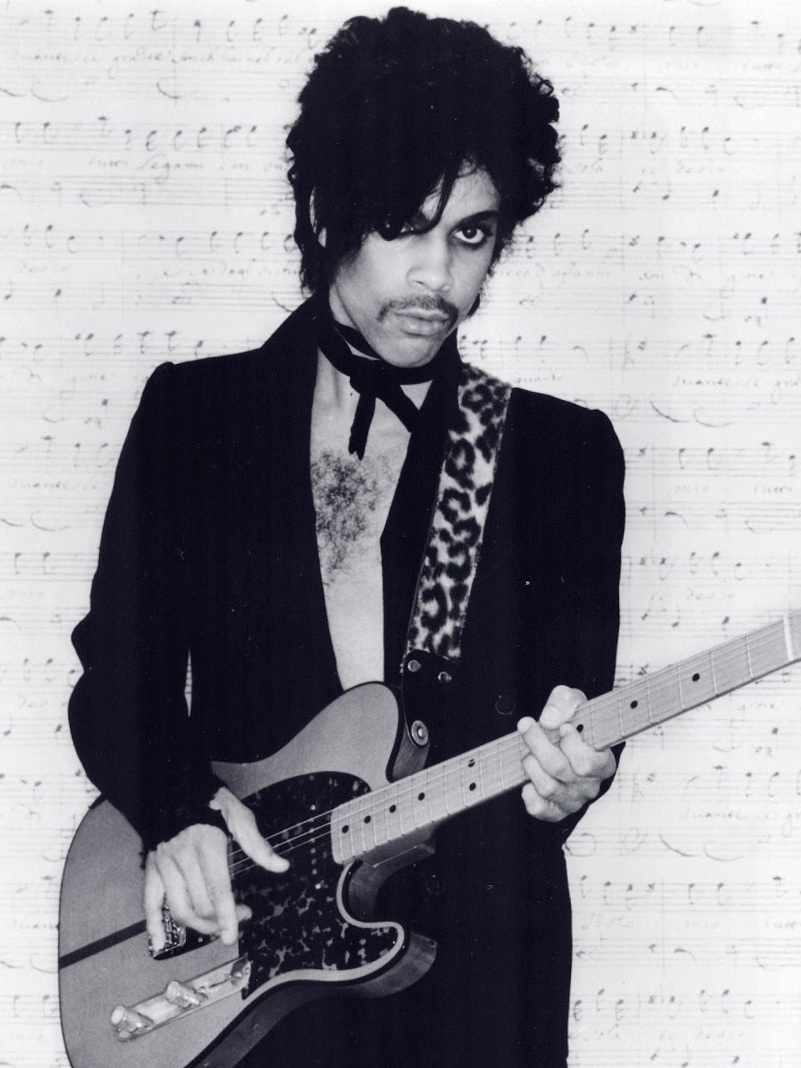
Prince, 1981

### Aufnahmen 1982
1. Gigolos Get Lonely Too
Am 11. Januar spielte Prince den Song im Tonstudio Sunset Sound in Los Angeles ein,[8] den er im August 1982 auf dem Album What Time Is It? von The Time platzierte. Obwohl er das Stück komplett selbst geschrieben hatte, gab er die Credits offiziell Morris Day, Leadsänger von The Time.
2. You’re My Love
Dieses Stück nahm Prince im März im Kiowa Trail Home Studio auf, wobei das exakte Aufnahmedatum der Öffentlichkeit nicht bekannt ist.[10] Am 25. September 1985 überarbeitete er den Track im Sunset Sound und 1986 bekam er eine Anfrage von dem Management von Kenny Rogers, einen Song für dessen Album They Don’t Make Them Like They Used To beizusteuern. Prince willigte ein und entschied sich für You’re My Love. Im Mai 1986 schickte er den Song Clare Fischer, damit dieser Arrangements von Blas- und Streichinstrumente hinzufügen konnte. Anschließend gab Prince das Stück an Rogers weiter, der es aber mit seinen eigenen Musikern überarbeitete und eine neue Version kreierte.[11][12] Diese platzierte Rogers auf sein im Oktober 1986 veröffentlichten Album They Don’t Make Them Like They Used To. Außerdem ist You’re My Love als B-Seite von der im Juni 1987 ausgekoppelten Single Make No Mistake, She’s Mine zu finden, ein Duett zwischen Kenny Rogers und Ronnie Milsap von Rogers Album I Prefer the Moonlight.
3. Baby, You’re a Trip
Am 8. Juli spielte Prince den Song im Sunset Sound ein und gab ihn an Jill Jones weiter. Aber erst im Mai 1987 wurde ihre von Prince komponierte Version auf ihrem Album Jill Jones veröffentlicht. Außerdem ist das Stück als B-Seite ihrer im Februar 1988 ausgekoppelten Single For Love zu hören.[8][13]

### Aufnahmen 1983
1. Jungle Love
Den Rhythmus kreierte der damalige The-Time-Gitarrist Jesse Johnson bereits im Jahr 1982 und nahm ihn auf einer Tascam-8-Spur-Kassette auf. Er gab die Kassette Prince, der am 26. März 1983 im Sunset Sound sowohl eine Melodie ergänzte als auch einen Liedtext verfasste. Als im Mai 1984 für Jungle Love das Copyright eingereicht wurde, war Johnson ursprünglich in den Credits mitangegeben. Aber nachdem er The Time verlassen hatte, wurde sein Name bei der Veröffentlichung des Songs im Juli 1984 auf dem dritten The-Time-Studioalbum Ice Cream Castle aus den Credits entfernt. Im Film Purple Rain (1984) präsentiert The Time Jungle Love, wobei dieser Auftritt von einem Livekonzert am 4. Oktober 1983 im Musikklub First Avenue stammt, den sie im Film allerdings im Playback vortragen.[14]
2. Sex Shooter
Das Stück nahm Prince am 30. April 1983 im Kiowa Trail Home Studio auf und platzierte es ursprünglich auf dem zweiten Album von Vanity 6. Aber als Frontsängerin Vanity die Band verließ, sagte Prince die Veröffentlichung ab. Letztendlich wurde Sex Shooter im August 1984 als Vorab-Single von dem im Oktober 1984 veröffentlichten Album von Apollonia 6 ausgekoppelt.[15] Das Stück ist ebenfalls im Purple-Rain-Film zu hören.
3. The Glamorous Life
Am 27. Dezember spielte Prince den Track im Tonstudio Sunset Sound ein. Eigentlich schrieb er ihn für Apollonia 6, aber als er im Februar 1984 mit Sheila E. zusammenarbeitete, beschloss er, das Stück für sie aufzunehmen. Sheila E. fügte am 8. Februar 1984 Schlagzeugspiel hinzu und Ende März ihren Gesang. Anschließend überarbeitete Prince den Song erneut und mischte ihn auch neu ab, sodass er eine Länge von 9:04 Minuten besitzt; diese Version ist auf Sheila E.’s Album The Glamorous Life zu finden, das im Juni 1984 veröffentlicht wurde. Einen Monat zuvor wurde der Song als Vorab-Single in einer gekürzten Edit-Version ausgekoppelt.[16]

### Aufnahmen 1984

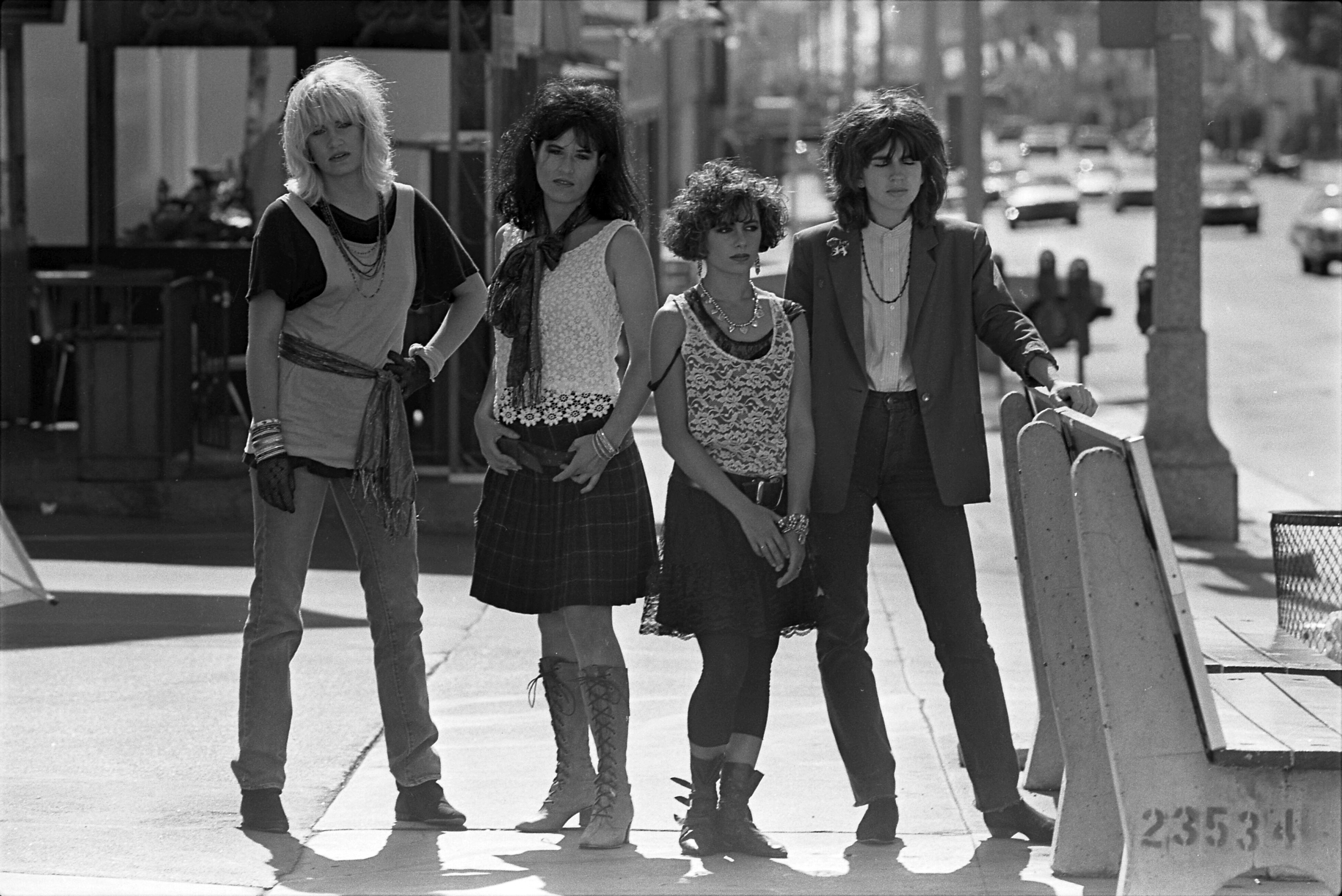
The Bangles, 1984

1. Manic Monday
Den Song spielte Prince am 4. Februar im Sunset Sound ein und platzierte ihn zunächst auf dem Album von Apollonia 6, was bei seiner damaligen Toningenieurin Peggy McCreary auf Unverständnis stieß: „Das hat mich so aufgeregt, dass er das Apollonia 6 gab, weil er es mit seinem Gesang so gut gemacht hat“, sagte sie. Aber man habe Prince niemals nach den Gründen seiner Entscheidungen gefragt, man habe immer „nur getan, was er dir gesagt hat“.[17] Im Februar 1985 traf Prince auf einem Flug nach England Susanna Hoffs, Frontsängerin der Band The Bangles. Er wurde gefragt, ob er Songs für ein Album beisteuern möchte, worauf sich Prince für Manic Monday entschied.[18] Er hatte den Song vom Apollonia-6-Album (1984) zuvor gestrichen und gab ihn The Bangles, die mit Manic Monday ihren kommerziellen Durchbruch schafften; die Band veröffentlichte das Stück im Dezember 1985 als Vorab-Single ihres zweiten Albums Different Light. Prince bot The Bangles mit Jealous Girl einen weiteren Song, den die Band aber ablehnte;[18] erst im September 2020 wurde das Stück auf Sign o’ the Times Super Deluxe veröffentlicht, allerdings von Prince gesungen.
2. Noon Rendezvous
Am 13. Februar nahm Prince das Stück im Sunset Sound auf. Den Song schrieb er zusammen mit Sheila E., die damals von einem kommerziellen Song träumte, der auch im Radio gespielt werden könnte, wovon Prince „begeistert“ gewesen sei.[19] Noon Rendezvous platzierte er im Juni 1984 auf Sheila E.s Debütalbum The Glamorous Life und wurde im Februar 1985 als Single ausgekoppelt.
3. 100 MPH
Den Song nahm Prince am 24. Juni im Flying Cloud Drive Warehouse in Eden Prairie in Minnesota auf. Tony Christian (bürgerlicher Name Bruce DeShazer), Rhythmusgitarrist der Band Mazarati, sagte, Prince habe das Stück gezielt für die Band geschrieben. Offizielle Dokumente bestätigen zwar seine Aussage, doch Prince zog auch sein Nebenprojekt The Family in Erwägung. Jerry Hubbard, 1984 Bassist von The Time und 1985 von The Family, äußerte, Prince habe ihm 100 MPH vorgespielt und gefragt, ob dieser Song „etwas für The Family“ sei, was er bejahte. Letztendlich entschied sich Prince aber doch für Mazarati,[20] die das Stück im März 1986 auf ihrem Debütalbum veröffentlichten. Mazarati wurde 1982 von Prince’ damaligem Bassisten Brown Mark gegründet, der bis auf 100 MPH alle Songs für das Debütalbum komponierte. Im Jahr 1989 löste sich die Band auf.
4. Nothing Compares 2 U
Die auf Originals veröffentlichte Version nahm Prince am 15. Juli im Flying Cloud Drive Warehouse auf und fügte drei Tage später Saxophon-Overdubs hinzu.[21] Er platzierte das Stück auf dem im August 1985 veröffentlichten Album von The Family. International bekannt wurde der Song im Jahr 1990 durch Sinéad O’Connors kommerziell sehr erfolgreiche Coverversion.

### Aufnahmen 1985

Martika, 1991

1. Dear Michaelangelo
Den Track nahm Prince am 5. oder 6. Januar im Tonstudio Master Sound in Atlanta in Georgia auf, als er mit seiner Purple-Rain-Tour in der ersten Januarwoche für fünf Konzerte im The Omni in Atlanta gastierte.[10] Er gab das Stück Sheila E., die es am 20. Januar im 5th Floor Recording Studio in Cincinnati in Ohio einsang. Dear Michaelangelo erschien im August sowohl als B-Seite ihrer Single Bedtime Story als auch auf ihrem Album Romance 1600.
2. Holly Rock Martika, 1991
Den Song spielte Prince am 24. April im Sunset Sound ein, als er mit Aufnahmen an seinem Album Parade beschäftigt war. Auch dieses Stück gab er an Sheila E. weiter, die es im September 1985 auf dem Soundtrack zum Film Krush Groove veröffentlichte.[22] Die Credits von Dear Michaelangelo und Holly Rock schrieb Prince Sheila E. zu, obwohl ihre Beiträge nicht genau definiert sind.

### Aufnahmen 1991
1. Love … Thy Will Be Done
Im November 1990 war Martika mit Aufnahmen an ihrem zweiten Studioalbum beschäftigt, als der Prince-Film Graffiti Bridge in die US-Kinos kam. Sie war von dem Film beeindruckt, weil einige Themen des Films von genau denselben wie auf dem ihres entstehenden Albums handelten. Prince bot an, einige Songs zum neuen Album beizusteuern und nahm im Januar 1991 in seinem Paisley Park Studio in Chanhassen das Stück Love … Thy Will Be Done auf.[10] Martika mochte das Stück sehr und spielte es mit eigenen Musikern in den Trax Recording Studios in Los Angeles neu ein. Letztendlich schrieb Prince für sie insgesamt vier Songs, die auf ihrem Album Martika’s Kitchen zu hören sind, das im August 1991 veröffentlicht wurde.[23]

## Gestaltung des Covers
Die CD und das Booklet steckt in einem aufklappbaren Pappcover. Auf dem Frontcover ist ein Foto von Prince aus dem Jahr 1980 zu sehen, das in einem Fotostudio entstanden ist. Er steht vor einer weißen Mauer, auf der per Bildbearbeitung eine Art weißes Plakat angebracht ist. Auf diesem Plakat steht in Graffiti-ähnlicher roter Schrift der damals von dem Musiker selbst gesprayte Schriftzug „Prince“. Das Plakat ist ähnlich einer Buchseite gestaltet und scheint von der unteren linken Ecke nach schräg rechts oben wegzuschweben. Prince steht leicht seitlich gedreht zur Kamera, sein Kopf ist schräg nach rechts geneigt und seine Pupillen schauen zum Betrachter. Er trägt einen hellblauen Stoffmantel mit silberfarbenen Nieten auf der rechten Schulter. Auf der linken Seite des Mantels ist in Brusthöhe ein Button mit der Aufschrift „Rude Boy“ angebracht, ähnlich wie auf dem Albumcover von Controversy aus dem Jahr 1981. Außerdem trägt Prince ein rotes Bandana-Halstuch und eine schwarze Unterjacke, die sein Brusthaar nicht vollständig bedeckt. Das Foto machte der aus Minneapolis stammende Fotograf Allen Beaulieu (* 1952), der auch für die Albencover von Dirty Mind (1980), Controversy (1981) und Piano & A Microphone 1983 (2018) zuständig war. Auf dem Rückcover ist die Tracklist von Originals zu lesen.
Wenn das Pappcover aufgeklappt wird, können die Schallplattencover und die Vinyl-Singles der Interpreten angeschaut werden, an die Prince die auf Originals vorhandenen Songs ursprünglich weitergegeben hatte. Das Booklet besteht aus sechs Seiten. Zu allen 15 Songs sind Informationen zum Aufnahmedatum abgedruckt, wobei aber nur der jeweilige Monat und das jeweilige Jahr erwähnt ist, aber nicht das exakte Datum. Zudem sind die jeweiligen Toningenieure aufgelistet, die Prince assistierten. Außerdem sind die US-Chartplatzierungen von den Songs vorhanden, die ursprünglich als Singles ausgekoppelt wurden.
Es existieren zwei dezent unterschiedliche Frontcover; bei der Veröffentlichung auf Tidal und anderen Musikstreaming-Diensten steht unter dem Schriftzug „Prince“ in schwarzer Schrift der Albumname „Originals“, doch bei der CD- und Vinyl-Ausgabe ist dieser nicht abgedruckt.

## Musik und Liedtexte

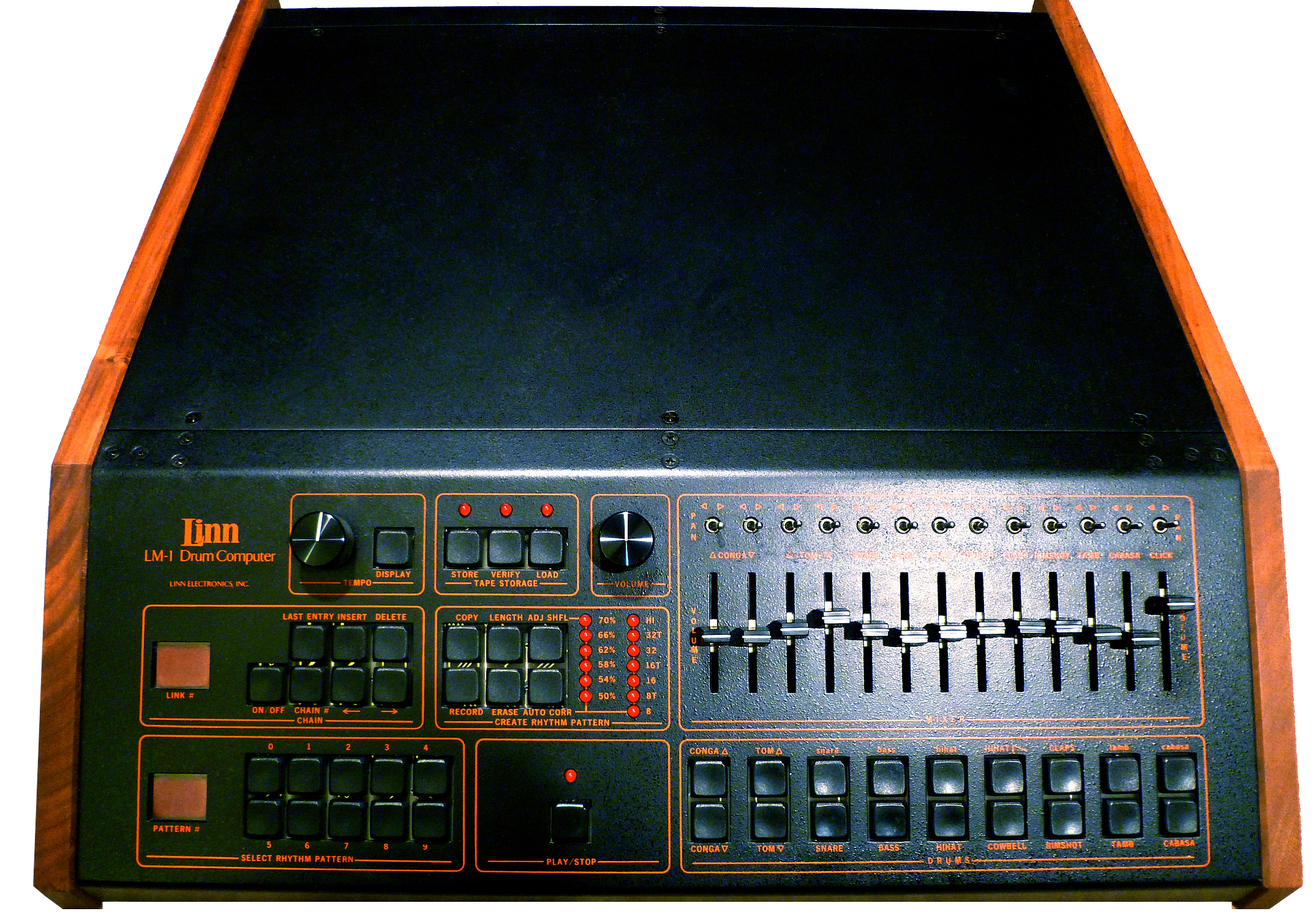
Der Drumcomputer Linn LM-1

Die Musik zählt zu den Genres Contemporary R&B, Dance-Pop, Elektronische Popmusik und Funk, kombiniert mit Synthesizer und dem Drumcomputer Linn LM-1. Die Liedtexte handeln von Einsamkeit, Liebe, Spiritualität und – für Prince in den 1980er Jahren typisch – von Sex und Wollust. Die meisten Songs singt er melodisch vertont, nur Make-Up und Holly Rock trägt er im Sprechgesang vor. Neben seinem charakteristischen Falsettgesang benutzt er auch tiefere Stimmlagen.
1. Sex Shooter
Der Opener ist dem Genre Dance-Pop zuzuordnen. Prince vereint eine eingängige Melodie mit markanter Synthesizer-Hookline zu einem funky Beat. Im sexuell anzüglichen Liedtext betreibt er ein Wortspiel mit dem Begriff „Six Shooter“, einem Revolver mit sechs Kammern. Die Waffe wurde aber geändert, um ihn selbst zu einer Art Waffe zu machen. Da Prince nicht von alleine abdrücken kann fordert er seine Geliebte auf, „die Waffe zu küssen“, was „garantiert Spaß machen“ wird.[25]
2. Jungle Love
Das Stück ist aus der Musikrichtung Funk. Prince kreierte einen Groove aus einer dominierenden Bassline mit Synthesizer, wozu Jesse Johnson Gitarre spielt. Im ebenfalls anzüglichen Liedtext bezeichnet er sich gegenüber einer Frau als „ein bisschen gefährlich“ und möchte ihr seine wilde und ungezähmte „Dschungelliebe“ zeigen.[26] Prince veröffentlichte den Song unter dem Pseudonym „Jamie Starr“, das er in den Jahren 1981 bis 1983 nutzte.
3. Manic Monday
Der Track ist aus dem Bereich Popmusik und die Melodie ist größtenteils identisch mit der von 1999 aus dem Jahr 1982. Im Liedtext schildert Prince als mitfühlender Beobachteter die Strapazen und Probleme einer modernen jungen berufstätigen Frau, die Hauptverdienerin in einer Partnerschaft ist. Sie sehnt sich nach Erholung und Entspannung, insbesondere an einem Sonntag, weil dieser ihr „Fun Day, mein ‘Ich-muss-nicht-rennen-Tag’“ ist. Die Verrücktheit des „manischen Montag“ fürchtet sie jedoch.[18] In den Backing Vocals sind Brenda Bennett (* 1952 in Warwick, Rhode Island),[27] ehemaliges Mitglied von Vanity 6 und Apollonia 6 sowie Jill Jones zu hören. Prince veröffentlichte Manic Monday unter dem Pseudonym „Christopher“, benannt nach der von ihm selbst gespielten Hauptrolle „Christopher Tracy“ seines Films Under the Cherry Moon – Unter dem Kirschmond aus dem Jahr 1986.
4. Noon Rendezvous
Die Soul-Ballade, die Prince am Klavier spielt und von dezentem Drumcomputer begleitet wird, schrieb er gemeinsam mit Sheila E. Der Liedtext beschäftigt sich mit Hingabe. Sheila E. sagte, der Liedtext handle von ihrer Beziehung zu Prince,[28] der ausschließlich im Falsett singt.
5. Make-Up
Die aus dem Genre Elektronische Popmusik stammende Nummer ist von Prince spärlich arrangiert und wird von Synthesizer und dem Drumcomputer Linn LM-1 dominiert. Der Beat ist ruckartig und wirkt roboterhaft. Den Liedtext trägt er ähnlich einem Sprechgesang vor, wobei er eine Liste verschiedener Make-ups, Farben und Kleidung rezitiert, während er sich auf ein Date vorbereitet.[29]
6. 100 MPH
Der Track 100 MPH (entspricht 160,9 km/h) ist aus dem Bereich Dance-Pop, kreiert mit Elementen aus Funk und Rock. Synthesizer und Drumcomputer stehen im Vordergrund, ein in sich geschlossenes Songwriting lässt Prince jedoch vermissen. Der Liedtext beschäftigt sich mit dem Genießen des Lebens in vollen Zügen.[30]
7. You’re My Love
Die Pop-Ballade wirkt zuweilen uninspiriert. Im Liedtext beschreibt Prince einen Mann, der seiner zweifelnden Partnerin seine ununterbrochene Zuneigung versichern möchte, auch wenn die beiden bereits seit vielen Jahren zusammen sind. Es ist der erste Song, den Prince unter dem Pseudonym „Joey Coco“ veröffentlichte,[12] das er von 1985 bis 1987 benutzte.
8. Holly Rock
Der Up-tempo-Song basiert auf einem hämmernden Ein-Akkord-Riff, wobei Sheila E. sowohl Perkussion spielt als auch die Backing Vocals übernahm. Saxophon spielte Eddie Mininfield, der auch unter Eddie M. bekannt ist und von 1984 bis 1985 Mitglied in Sheila E’s Begleitband war. Prince rapt sprechgesangähnlich über den Begriff „Holly Rock“, definiert diesen aber nicht und teilt lediglich mit, „es könnte ein Tanz sein, es könnte ein Song sein“. In der US-Zeichentrickserie Familie Feuerstein (1960–1966) wird die Stadt Hollywood „Hollyrock“ genannt, was Prince zum Titelnamen inspiriert haben könnte.[31]
9. Baby, You’re a Trip
In der R&B-Ballade übernahm Jill Jones die Backing Vocals und im Liedtext scheint sich eine Frau mit der Tatsache abgefunden zu haben, dass sie sich in einen gegenüber ihr sich distanziert verhaltenden Mann verliebt hat, der nicht weiß, wie er ihre Liebe erwidern soll.[32]

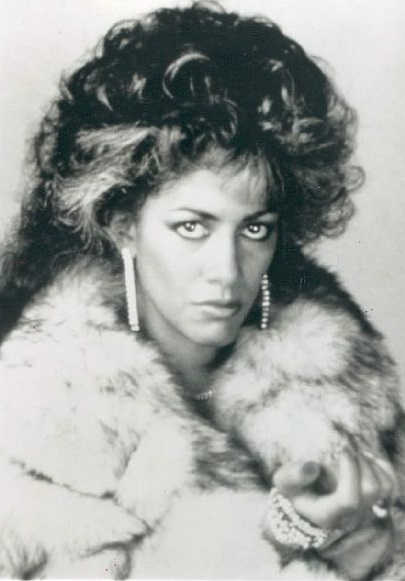
Sheila E., 1985

10. The Glamorous Life Sheila E., 1985
Der Song stammt aus dem Genre Funk und Pop. Die eingängige Hookline basiert auf einem rhythmischen Fundament, geprägt von Synthesizer und vom Drumcomputer Linn LM-1. Es ist der erste Prince-Song mit Saxophonspiel, den er nicht unter eigenem Namen veröffentlichte – er gab das Stück im Jahr 1984 an Sheila E. weiter. Das Saxophon spielte der Jazz-Musiker Larry Williams (* 1935) ein, der unter anderem mit Al Jarreau, Aretha Franklin, Eric Clapton, George Benson und Michael Jackson zusammenarbeitete. David Coleman (* 1962; † 2004) spielt Violoncello, er war der jüngere Bruder von Lisa Coleman. Im Liedtext schildert Prince eine glamourös lebende Frau, die „eine große braune Mercedes-Limousine“ fährt sowie gerne „Diamanten und Pelze“ trägt. Sie ist überzeugt, auf Liebe verzichten zu können, bis sie einen Mann kennenlernt, der ein Umdenken bei ihr auslöst; sie erkennt, dass „Geld nur die Miete bezahlt“, während echte Liebe zwar „wirklich beängstigend“ sein kann, aber gleichzeitig „vom Himmel gesandt“ und „glamourös“ ist.[28]
11. Gigolos Get Lonely Too
Die R&B-Ballade ist aus dem Bereich Funk und vermittelt ein lockeres und entspanntes Gefühl. Prince wird von Jesse Johnson an der Gitarre und von Morris Day am Schlagzeug unterstützt. Im Liedtext schildert Prince die Sichtweise eines Gigolos, der einer Frau gesteht, selbst ein professioneller Verführer wie er ist manchmal auch einsam. Wie Jungle Love veröffentlichte Prince das Stück unter dem Pseudonym „Jamie Starr“.[33]
12. Love … Thy Will Be Done
Das Stück aus dem Genre Pop ist einer der spirituellsten Songs aus Prince’ Feder und kann zu den besten gezählt werden, die er ursprünglich nicht unter eigenem Namen veröffentlichte. Den Groove, bestehend aus einem pumpenden E-Bass und Synthesizer, sampelte er aus dem Song Fifty-Fifty Clown (1990) der Cocteau Twins und erstellte einen Loop, der als Dauerschleife von Anfang bis Ende zu hören ist. Im Liedtext verwendet Prince das Wort „Liebe“ als Metapher für „Gott“; für ihn ist Liebe Gott und Gott ist Liebe. Nachdem er schließlich dem „Licht, das mir die Kraft gibt, den Kampf fortzusetzen“ nicht widerstehen kann, kann er nicht „zufriedener sein, auch wenn es keinen Frieden außerhalb meines Fensters gibt“, weil „Frieden im Inneren“ existiert.[34] Martika, für die Prince den Song ursprünglich im Jahr 1991 geschrieben hatte, sagte 2018: „Aus den Telefongesprächen“, die sie 1991 mit ihm geführt habe, wisse sie, dass Love … Thy Will Be Done Prince’ „persönliche Philosophie und seine spirituelle Einstellung auf sehr prägnante Weise zum Ausdruck“ gebracht habe.[35]
13. Dear Michaelangelo
Das Stück erinnert zuweilen an The Glamorous Life, doch das Programming vom Drumcomputer wirkt uninspirierter und der Song scheint hastig produziert worden zu sein.[18] Wie bei Holly Rock spielt Sheila E. Perkussion und übernahm auch die Backing Vocals, Eddie Mininfield ist am Saxophon zu hören. Der spirituell angehauchte Liedtext nimmt unter anderem Bezug auf den italienischen Maler Michelangelo (* 1475; † 1564), wobei im Titelnamen der Druckfehler „Michaelangelo“ aus dem Jahr 1985 übernommen wurde. Im Refrain bittet Prince Michelangelo, seine Träume im Kopf zu färben. Außerdem singt er: „Rette mich vor der Einladung des Todes. Ich werde mit niemandem Liebe machen, es sei denn, er ist von deiner Überzeugungskraft.“
14. Wouldn’t You Love to Love Me?
Der aus dem Genre Pop und Funk stammende Song handelt von Liebe und Sex. Wie für einen Prince-Liedtext typisch, ergreift er bei einer Frau die Initiative und fragt, ob sie ihn wirklich liebt oder sich „nur etwas Zeit“ nimmt.[36] Ähnlich wie Noon Rendezvous singt er im Falsett.
15. Nothing Compares 2 U
Das Album endet mit der Ballade aus dem Bereich Pop, bei der Eric Leeds (* 1952) Saxophon spielt. Beim Liedtext konzentrierte sich Prince ausschließlich auf das Gefühl von Liebeskummer, anstatt eine detaillierte Geschichte über eine bestimmte Trennung zu schildern. Er bedauert zwar die Trennung von seiner Freundin, liefert aber keine Erklärung, weswegen sie ihn verlassen hat und warum nichts „vergleichbar mit“ ihr ist.

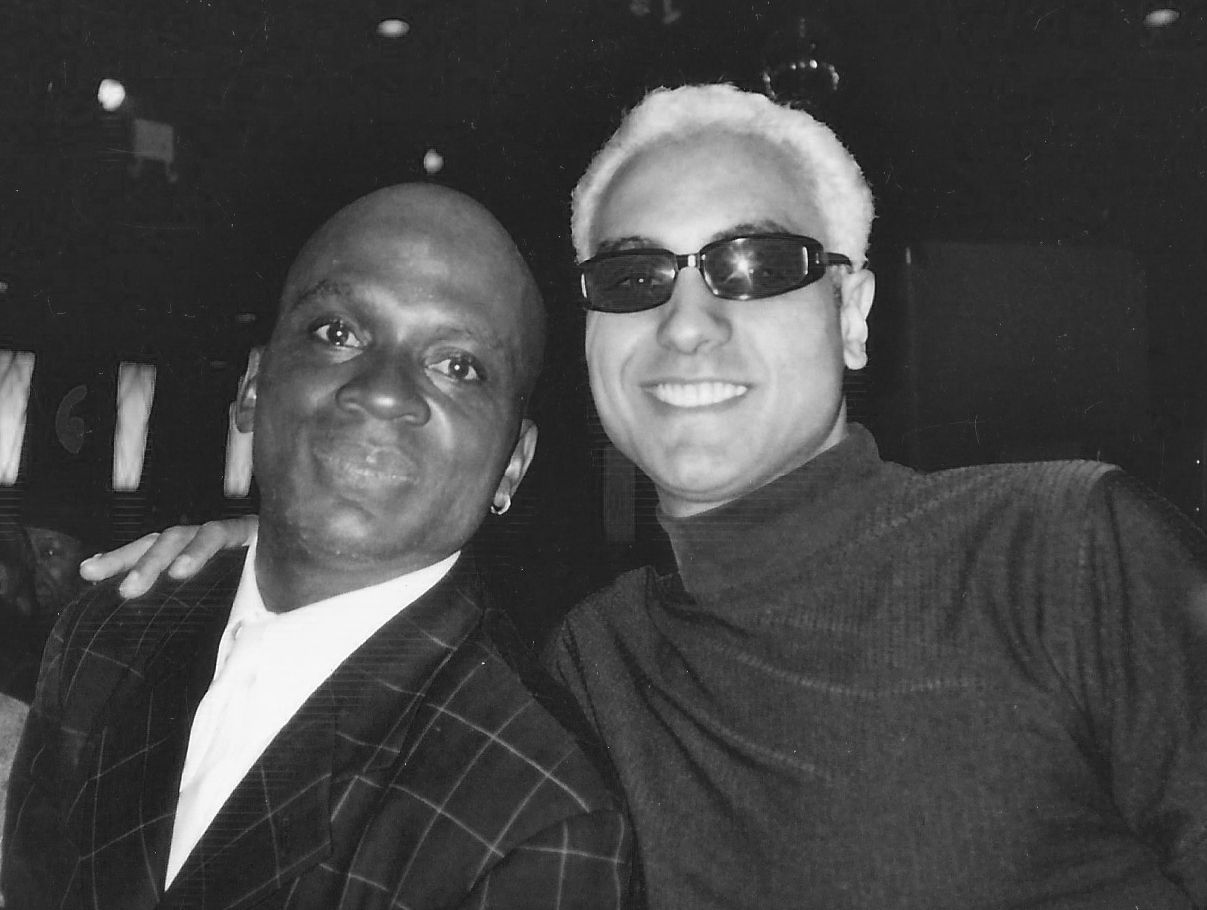
Jerome Benton (links), 2002

Wer ihn zum Liedtext inspirierte, hat Prince öffentlich nicht bekanntgegeben. Seine damalige Toningenieurin Susan Rogers (* 1956) vertritt die Meinung, er sei von seiner damaligen Haushälterin Sandra „Sandy“ Marie Scipioni (* 17. November 1959; † 23. Mai 2015) beeinflusst worden. Scipioni kümmerte sich ab 1980 um Prince’ Haus und Garten, kündigte aber Anfang Juli 1984 abrupt das Arbeitsverhältnis, weil ihr Vater unerwartet an einem Herzinfarkt gestorben war und sie bei ihrer Familie verweilen wollte. Anschließend habe Prince Susan Rogers des Öfteren gefragt, ob und wann Scipioni zurückkomme.
Jerome Benton (* 1962), Mitglied von The Time, schildert jedoch eine andere Version über die Entstehung des Liedtextes. Er selbst sei Anfang der 1980er Jahre verlobt gewesen und wollte eine Frau aus Los Angeles heiraten, die aber darauf bestand, er solle seine Musikkarriere aufgeben. Die beiden trennten sich schließlich, worauf Benton sehr verletzt gewesen und mit all seinen Problemen zu Prince gegangen sei; dieser habe daraufhin Nothing Compares 2 U über Bentons Gefühle geschrieben.
Im Jahr 2011 wurde Susannah Melvoin in einem Interview gefragt, ob Prince Nothing Compares 2 U für sie verfasst habe, was sie zögerlich mit „Vielleicht … ja“ beantwortete. Aber er habe niemals gesagt: „Baby, ich habe diesen Song für dich geschrieben“, sagte sie lachend. Melvoin ist auf der auf Originals veröffentlichten Version mit dezentem Begleitgesang im Hintergrund zu hören. Sie war 1984 Prince’ Freundin und von August 1985 bis April 1986 auch mit ihm verlobt. Ihre Zwillingsschwester ist Wendy Melvoin.

## Titelliste und Veröffentlichungen
| 1 | Sex Shooter                   | 3:06 |
| 2 | Jungle Love a                 | 3:03 |
| 3 | Manic Monday                  | 2:50 |
| 4 | Noon Rendezvous b             | 3:00 |
| 5 | Make-Up                       | 2:26 |
| 6 | 100 MPH                       | 3:30 |
| 7 | You’re My Love                | 4:23 |
| 8 | Holly Rock b                  | 6:38 |
| 9 | Baby, You’re a Trip           | 5:51 |
| 10 | The Glamorous Life            | 4:11 |
| 11 | Gigolos Get Lonely Too        | 4:41 |
| 12 | Love … Thy Will Be Done c     | 4:06 |
| 13 | Dear Michaelangelo b          | 5:22 |
| 14 | Wouldn’t You Love to Love Me? | 5:56 |
| 15 | Nothing Compares 2 U          | 4:39 |
| Spieldauer: 63:50 |                               |      |
| Autor aller Songs ist Princea Autor: Prince, Jesse Johnson, Morris Dayb Autor: Prince und Sheila E.c Autor: Prince und Martika |                               |      |

Originals wurde weltweit am 7. Juni 2019 veröffentlicht und war in der ersten 14 Tagen nur als Download über Tidal zu beziehen. Seit dem 21. Juni 2019 ist das Album auch bei anderen Musikstreaming-Anbieter verfügbar, außerdem erschien es auf CD. Die japanische und die Target-Ausgabe enthält als Bonustrack Nothing Compares 2 U (Cinematic Mix), der 4:23 Minuten lang ist und ein Arrangement von Clare Fischer besitzt. Am 19. Juli 2019 erschien Originals als Doppel-LP auf Schallplatte, wobei diese auch als „Exclusive Limited Edition“ in weißem Vinyl und als „Deluxe“-Ausgabe in lilafarbenem Vinyl erhältlich ist.

### Singles
Von Originals wurden zwei Singles ausgekoppelt; bereits ein Jahr vor der Albumveröffentlichung erschien am 19. April 2018 Nothing Compares 2 U sowohl als Download als auch auf Vinyl-Single. Auf der A-Seite ist eine auf 4:12 Minuten gekürzte Version vorhanden, auf der B-Seite ist die Albumversion von Originals zu hören. Als zweite Single wurde am 25. Juli 2019 Holly Rock ausgekoppelt und erschien ausschließlich als Download in einer auf 3:47 Minuten gekürzten Edit-Version.

### Musikvideos
The Prince Estate veröffentlichte mit Nothing Compares 2 U, Manic Monday und Holly Rock drei Musikvideos zu Songs von Originals. Bereits am 19. April 2018 erschien das Video zu Nothing Compares 2 U, worin Prince mit The Revolution im Jahr 1984 zu sehen sind, wie sie Tanzszenen im Flying Cloud Drive Warehouse in Eden Prairie in Minnesota einstudieren.
Anlässlich der CD-Veröffentlichung von Originals konnte am 21. Juni 2019 über Apple Music ein Musikvideo zu Manic Monday für eine Gebühr von 1,99 US-Dollar (umgerechnet 1,76 Euro) kostenpflichtig angeschaut werden. Das Video ähnelt dem von Nothing Compares 2 U; Prince und The Revolution sind beim Einstudieren von Tanzszenen im Flying Cloud Drive Warehouse zu sehen. Seit dem 23. Juni 2019 kann das Video auch auf dem Benutzerkonto von The Prince Estate auf YouTube kostenlos angesehen werden.
Am 25. Juli 2019 wurde ein Video zu Holly Rock veröffentlicht, das in der Singleversion produziert wurde. Das Video wurde in den Electric Light Studios in New York City erstellt und ist fast ausschließlich Comic-ähnlich gestaltet, wobei Prince in verschiedenen Outfits zu sehen ist. Zudem sind einzelne Passagen vom Liedtext zu lesen.

### Coverversionen
Diverse Musiker aus den unterschiedlichsten Genres nahmen Coverversionen von Songs des Albums Originals auf und veröffentlichten diese auf Tonträger, wobei das Stück Nothing Compares 2 U mit Abstand am häufigsten interpretiert wurde; dieses nahmen beispielsweise Sinéad O’Connor (1990), Stereophonics (2002), Aretha Franklin (2014), Dixie Chicks (2017), Nikka Costa (2017), ONAIR (2018) und Vitamin String Quartet (2023) neu auf. Im Jahr 1993 spielte Prince mit Rosie Gaines eine Liveversion ein und brachte diese auf The Hits/The B-Sides heraus.
Manic Monday ist für 1:34 Minuten im Medley vom Party-Mix von Das Super Za Za Zabadak (1986) der Saragossa Band zu hören. Außerdem nahm die deutsche Punk-Band Die Bengels (1994) eine neue Version von Manic Monday auf sowie die US-Pop-Punk-Band Missile Command (1996), die Hi-NRG-Band Popcorn feat. Jade (1998) im Medley mit Hooked on a Feeling, Bonnie Pink feat. Yuka Honda (2005), Relient K (2005), Leningrad Cowboys (2006), die Punk-Band Punk People (2006), Ephemera (2008), die Indie-Band The Yellow Melodies (2013), die philippinische Soul-Sängerin Stephanie Romawag (2015) und Billie Joe Armstrong (2020). Zudem existieren zwei deutschsprachige Versionen mit dem Titel Müder Montag aus dem Jahr 1986, die aber unterschiedlichen Liedtext besitzen. Die eine Version von Die Bengelinchen ist eine Kinderversion, dessen Liedtext sich auf die Schule bezieht. Die andere Version stammt von der Österreicherin Regina Brandstätter, die damals noch Teenager war; der Liedtext orientiert sich inhaltlich am englischsprachigen Original. Brandstätter wurde später als Violinistin bekannt.
The Glamorous Life coverten Eden’s Crush mit Nicole Scherzinger (2001), Ringo Starr mit Sheila E. (2002), die Punk-Band Dirty Children (2004), Melissa Tkautz (2005), DJ T-Funk feat. Inaya Day (2005), Theophilus London (2012) unter dem Titel Glam Life 2.0 und die philippinische Electro-Sängerin Jenn Cuneta (2017).
Gigolos Get Lonely Too spielte die US-Rapperin Passion Broussard (1996), die R&B-Sänger Jack Knight (1999), Andrew Young (2008), Warren G (2009) und Soul-Sänger Leander (2013) neu ein. Außerdem wurde der Song unter dem Titel Gigalos Get Lonely Too von Rapper K-Dee feat. Morris Day (1994), von DJ Screw auf seinem Mixtape Chapter 016: Late Night Fuckin’ Yo Bitch (1995) und von R&B-Sänger James Jr. (2007) gecovert. Big Moe feat. Noke D (2003) nahm eine Version mit Namen Get Lonely Too auf, und der Song Kalifornia (1994) von Above the Law feat. Kokane basiert wie Contrary to Rumor (1998) von R&B-Sänger Levitti auf Gigolos Get Lonely Too.
Jungle Love interpretierte der italienische Eurodance-Sänger Victor (1995), die US-Punk-Band Franks & Deans (2016) sowie der US-The Voice Finalist von 2017 und Funk-Sänger Jesse Larson. Sex Shooter coverten folgende Musiker: die Electro-Band Coco Electrik (2006), die House-Band FireFox (2006), die norwegische Electro-Band Frost (2008) und die britische Elektro-Tanzmusik-Band Cahill feat. Nikki Belle (2009). Love … Thy Will Be Done nahm die Acapella-Band Counterparts (1998), Jessie Ware (2013), Delta Goodrem (2014) und Seiko Matsuda (2024) neu auf.

## Mitwirkende

### Musiker
Alle Songs wurden von Prince arrangiert, komponiert, produziert und vorgetragen. Zudem spielte er alle Musikinstrumente selbst ein, wobei folgende Personen die Aufnahmen ergänzten:
- Brenda Bennett – Backing Vocals in Manic Monday
- David Coleman – Violoncello in The Glamorous Life
- Eddie Mininfield – Saxophon in Dear Michaelangelo, Holly Rock
- Eric Leeds – Saxophon in Nothing Compares 2 U, Nothing Compares 2 U (Cinematic Mix)
- Jesse Johnson – Backing Vocals und Gitarre in Gigolos Get Lonely Too, Jungle Love
- Jill Jones – Backing Vocals in Baby You’re a Trip, Jungle Love, Manic Monday
- Larry Williams – Saxophon in The Glamorous Life
- Morris Day – Backing Vocals in Jungle Love; Backing Vocals und Schlagzeug in Gigolos Get Lonely Too
- Sheila E. – Backing Vocals und Perkussion in Dear Michaelangelo, Holly Rock
- Susannah Melvoin – Backing Vocals in Nothing Compares 2 U, Nothing Compares 2 U (Cinematic Mix)

### Technisches Personal
- Alex Tenta – Albumdesign, Artdirector
- Allen Beaulieu – Fotografie
- Bernie Grundman – Mastering
- Bob Mockler – Toningenieur
- Clare Fischer – Orchestrierung des Streichorchesters in Nothing Compares 2 U (Cinematic Mix)
- Don Batts – Toningenieur
- Harris Savides – Fotografie
- Horst P. Horst (als „Horst“) – Fotografie
- Jeff Katz – Fotografie
- Larry Williams (* 1951; † 1999) – Fotografie
- Michael Howe – A&R, Archiv-Produzent
- Michael Koppelman – Mixing in Love … Thy Will Be Done; Toningenieur
- Nancy Bundt – Fotografie
- Niko Bolas – Mixing in allen Songs außer in Love … Thy Will Be Done und Nothing Compares 2 U
- Peggy McCreary – Toningenieurin
- Phillip Dixon – Fotografie
- Susan Rogers – Toningenieurin
- Terry Christian – Toningenieur
- Tony Maserati – Mixing in Nothing Compares 2 U
- Trevor Guy – Albumdesign, Artdirector

## Rezensionen
Musikkritiker bewerteten Originals zum Teil hervorragend. Viele vertraten die Meinung, Prince’ Versionen seien meist besser als die in den 1980er Jahren veröffentlichten von anderen Künstlern. Die Website Metacritic errechnete eine Durchschnittsbewertung von 88 %, basierend auf 17 Rezensionen englischsprachiger Medien.
Thomas Hobbs vom New Musical Express zeigte sich begeistert und gab mit fünf Sternen die Höchstanzahl. Die „ausgegrabenen Tracks“ zeigten Prince’ „erstaunliche, chamäleonartige Fähigkeit, praktisch jedes Genre zu beherrschen“. Originals fungiere „als faszinierende Zeitkapsel der 1980er Jahre“ und Prince erinnere „uns daran, wie wahnsinnig talentiert er war“. Es sei „eine Schande“, dass er „diese Tracks jemals an andere Künstler weitergegeben“ habe und Manic Monday sei „einer der Höhepunkte“ des Albums. Abschließend schrieb Hobbs: „Wenn diese Sammlung ein Indikator für die Qualität der Tausenden von Stunden unveröffentlichter Musik ist, die Prince noch in den Tresoren hat“, solle man sich nicht wundern, „wenn wir 2099 immer noch zu neuer Prince-Musik feiern“.
Rebecca Bengal von Pitchfork Media verteilte mit neuneinhalb von zehn Punkten fast die Höchstanzahl. Wenn man Prince die Songs singen höre, komme man „dem Puls seiner Kunst nahe: grenzüberschreitend, funky, sexy, ein Beweis für sein Genie“. Die Zusammenstellung von Originals bestätige „ein für alle Mal“, dass ein Prince-Demo oft besser gewesen sei als die fertigen Songs der meisten anderen Musiker. Gemäß Bengal verblasse etwa Kenny Rogers’ Version von You’re My Love neben derjenigen von Prince. Grooves wie die von Jungle Love und Make-Up bildeten den „Dancefloor-Kern“ von Originals. Zudem pendele man auf dem Album „zwischen langsam brennenden Lovesongs“ wie Baby, You’re a Trip und „Tanzhits“ wie Holly Rock, das „schnell“ und „fröhlich“ klinge. Das Arrangement in Nothing Compares 2 U beschrieb Bengal als „schlicht und einsam und wunderschön“.
Neil McCormick von The Daily Telegraph gab vier von fünf Sternen. Viele dieser Songs „mögen eingefleischten Fans bekannt vorkommen“, aber jeder einzelne profitiere von der Klangfarbe, den Nuancen und der Dramatik von Prince’ fließenden, fünf Oktaven umfassender Stimme. Er schalte „mühelos vom sanften Bariton“ in You’re My Love über den „rauen Soul-Tenor“ in Jungle Love bis hin zum „zarten, ausdrucksstarken Falsett“ in Noon Rendezvous, und seine Version von Baby, You’re a Trip beschrieb McCormick als „atemberaubend“. Lediglich an die Versionen von Manic Monday von The Bangles und Nothing Compares 2 U von Sinéad O’Connor könne er nicht „ganz heranreichen“. Dennoch sei es „ein Genuss“, die „unverwechselbaren Interpretationen“ von Prince’ eigenen, „weltberühmten Klassikern“ zu hören. Das „größte Kompliment“, das man Originals machen könne, sei, dass „niemand mit der Wimper gezuckt hätte“, wenn Prince das Album in den 1980er Jahren veröffentlicht hätte, resümierte McCormick.
Stephen Thomas Erlewine von AllMusic gab dreieinhalb von fünf Sternen. Er bezeichnete den Titel „Originals“ aber als „etwas irreführend“, weil dieser suggeriere, das Album sei für eine offizielle Veröffentlichung durch Prince vorgesehen, was jedoch nicht der Fall gewesen war. Auf den „großen Hits“ wie Love … Thy Will Be Done, Manic Monday und Nothing Compares 2 U lebe Prince die Songs „nicht wirklich“; sein Gesang sei bewusst zurückhaltend und den Songs fehlten „Verzierung und Flair“. Wenn er beabsichtigt hätte, die Songs zu Lebzeiten unter seinem eigenen Namen veröffentlichen zu wollen, wären „reichere, mutigere Arrangements“ enthalten und sein Gesang „schärfer gewesen“. Trotzdem „ist Prince ein überzeugender Künstler“, aber die 15 Tracks dienten lediglich als „Leitfaden für ein fertiges Produkt“. Mit „diesem Vorbehalt im Hinterkopf ist“ Originals aber ein „aufschlussreiches und erhellendes Hörerlebnis“, schrieb Erlewine als Fazit.
Eine ganz andere Meinung vertraten die beiden Musikkritiker David Wilson und John Alroy, die sich sehr enttäuscht zeigten und lediglich einen von fünf Sternen gaben. Zwar habe man Prince’ Gesangseinlagen noch nicht gehört, aber die Songs kenne man bereits. Vermutlich sollten mit Originals „Neulinge angelockt“ werden, weil diese Stücke wie Nothing Compares 2 U kennen würden. Zudem seinen Hardcore-Fans froh, „etwas zu haben, was sie noch nicht hatten“, da „etwa die Hälfte“ der Songs zuvor nicht auf Bootlegs existierten. Trotzdem sei das Album aber „weitgehend überflüssig“, egal, ob man „Gelegenheitsfan“ oder Hardcore-Prince-Fan sei, meinten Wilson und Alroy.

## Chartplatzierungen
| ChartsChartplatzierungen       | Höchstplatzierung | Wochen |
| ------------------------------ | ----------------- | ------ |
| Deutschland (GfK)              | 26 (2 Wo.)        | 2      |
| Österreich (Ö3)                | 34 (2 Wo.)        | 2      |
| Schweiz (IFPI)                 | 9 (5 Wo.)         | 5      |
| Vereinigtes Königreich (OCC)   | 21 (2 Wo.)        | 2      |
| Vereinigte Staaten (Billboard) | 15 (3 Wo.)        | 3      |

Die beiden Singleauskopplungen Nothing Compares 2 U (2018) und Holly Rock (2019) konnten sich in den internationalen Hitparaden nicht platzieren. Aber neun Songs, die Prince an andere Interpreten weitergegeben hatte, erreichten in den Jahren 1983 bis 1991 folgende Höchstplatzierung:

| Jahr | Titel Album                                           | Höchstplatzierung, Gesamtwochen, AuszeichnungChartplatzierungen (Jahr, Titel, Album, Platzierungen, Wochen, Auszeichnungen, Anmerkungen) | Höchstplatzierung, Gesamtwochen, AuszeichnungChartplatzierungen (Jahr, Titel, Album, Platzierungen, Wochen, Auszeichnungen, Anmerkungen) | Höchstplatzierung, Gesamtwochen, AuszeichnungChartplatzierungen (Jahr, Titel, Album, Platzierungen, Wochen, Auszeichnungen, Anmerkungen) | Höchstplatzierung, Gesamtwochen, AuszeichnungChartplatzierungen (Jahr, Titel, Album, Platzierungen, Wochen, Auszeichnungen, Anmerkungen) | Höchstplatzierung, Gesamtwochen, AuszeichnungChartplatzierungen (Jahr, Titel, Album, Platzierungen, Wochen, Auszeichnungen, Anmerkungen) | Höchstplatzierung, Gesamtwochen, AuszeichnungChartplatzierungen (Jahr, Titel, Album, Platzierungen, Wochen, Auszeichnungen, Anmerkungen) | Anmerkungen |
| Jahr | Titel Album                                           | DE | AT | CH | UK | US | R&B | Anmerkungen |
| ---- | ----------------------------------------------------- | --- | --- | --- | --- | --- | --- | --- |
| 1983 | Gigolos Get Lonely Too What Time Is It?               | — | — | — | — | — | R&B77 (4 Wo.)R&B | Interpret: The Time Erstveröffentlichung: 9. März 1983                                                                     |
| 1984 | The Glamorous Life                                    | — | — | — | UK96 (2 Wo.)UK | US7 (26 Wo.)US | R&B9 (23 Wo.)R&B | Interpret: Sheila E. Erstveröffentlichung: 2. Mai 1984                                                                     |
| 1984 | Sex Shooter Apollonia 6                               | — | — | — | — | US85 (6 Wo.)US | R&B19 (14 Wo.)R&B | Interpret: Apollonia 6 Erstveröffentlichung: 31. August 1984                                                               |
| 1984 | Jungle Love Ice Cream Castle                          | — | — | — | — | US20 (25 Wo.)US | R&B6 (17 Wo.)R&B | Interpret: The Time Erstveröffentlichung: 11. Oktober 1984                                                                 |
| 1985 | Noon Rendezvous The Glamorous Life                    | — | — | — | — | — | — | Interpret: Sheila E. Erstveröffentlichung: Februar 1985                                                                    |
| 1985 | Manic Monday Different Light                          | DE2 (18 Wo.)DE | AT2 (12 Wo.)AT | CH4 (12 Wo.)CH | UK2 Silber · (13 Wo.)UK | US2 (20 Wo.)US | — | Interpret: The Bangles · Erstveröffentlichung: 23. Dezember 1985 · 1986: CAN: Gold (+ 50.000), 2024: NZ: Platin (+ 30.000) |
| 1986 | 100 MPH Mazarati                                      | — | — | — | — | — | R&B19 (14 Wo.)R&B | Interpret: Mazarati Erstveröffentlichung: 17. Mai 1986                                                                     |
| 1986 | Holly Rock Soundtrack Krush Groove                    | — | — | — | — | — | — | Interpret: Sheila E. Erstveröffentlichung: 30. Mai 1986                                                                    |
| 1988 | Wouldn’t You Love to Love Me? Taja Sevelle            | — | — | — | UK59 (5 Wo.)UK | — | R&B61 (9 Wo.)R&B | Interpret: Taja Sevelle Erstveröffentlichung: 20. Februar 1988                                                             |
| 1990 | Nothing Compares 2 U I Do Not Want What I Haven’t Got | DE1 Gold · (32 Wo.)DE | AT1 Platin · (21 Wo.)AT | CH1 (31 Wo.)CH | UK1 Platin · (22 Wo.)UK | US1 Platin · (21 Wo.)US | — | Interpret: Sinéad O’Connor Erstveröffentlichung: 8. Januar 1990                                                            |
| 1991 | Love … Thy Will Be Done Martika’s Kitchen             | DE26 (19 Wo.)DE | — | CH26 (1 Wo.)CH | UK9 (9 Wo.)UK | US10 (15 Wo.)US | — | Interpret: Martika · Erstveröffentlichung: 25. Juli 1991 · 1991: AUS: Platin (+ 70.000)                                    |

Der Song Sex Shooter, im Film Purple Rain zu hören, wurde für den Negativpreis Goldene Himbeere 1985 in der Kategorie „Schlechtester Song“ nominiert, blieb bei der Verleihung jedoch von einem Preis verschont.